# Ece Temelkuran
Ece Temelkuran (ur. 22 lipca 1973 w Izmirze) – turecka dziennikarka i pisarka.

## Życiorys
Urodziła się w Izmirze, mieszkała w Stambule, a obecnie (2020) w Zagrzebiu. Ukończyła studia na Wydziale Prawa Uniwersytetu w Ankarze. Jeszcze podczas studiów była korespondentką lewicowego „Cumhuriyetu". Potem pracowała dla CNN Turk w Wenezueli i Argentynie. W latach 2000–2009 pracowała w czasopismach „Milliyet”, a potem do 2012 w „Habertürk”.  Z obu redakcji została zwolniona po napisaniu artykułów krytycznych wobec rządu, zwłaszcza te związane z masakrą w Roboski w prowincji Uludere w grudniu 2011 roku. Po zwolnieniu wyjechała w podróż po Bliskim Wschodzie. Jej felietony były również publikowane w czasopismach takich jak „The New York Times”  i „Der Spiegel” czy „The Guardian”. W 2018 roku podczas 6 edycji forum Europa z Widokiem na Przyszłość zorganizowanego przez Europejskie Centrum Solidarności w Gdańsku Ece Temelkuran została laureatką nagrody Ambasador Nowej Europy dla najlepszej książki o tematyce europejskiej wydanej w 2017 roku za książkę Turcja: obłęd i melancholia. Nagrodą w konkursie są medale, dyplom dla autora i wydawcy oraz 5 tysięcy złotych dla autora.
Jej pierwszym mężem był przedsiębiorca i pisarz Metin Solmaz. Małżeństwo trwało dwa lata i zakończyło się rozwodem w 1998 roku. W 2007 roku wyszła za mąż za pisarza i dziennikarza Özgüra Mumcu, ale rozwiodła się w 2009 roku.

## Nagrody
- 2001: Pen for Peace Award[10]
- 2009: Free Thought and Democracy Award[10]
- 2007: Peace Friendship Democracy Award (2007)[11]
- 2008: Ayşe Nur Zarakolu Düşünce Özgürlüğü Ödülleri. Nagroda przyznana przez stambulski oddział tureckiej organizacji İnsan Hakları Derneği (Stowarzyszenie Praw Człowieka)[12]
- 2017: First Novel Award na Międzynarodowym Festiwalu Książki w Edynburgu za pierwszą jej książkę wydaną w języku angielskim Women Who Blow on Knots[6]
- 2018: Ambasador Nowej Europy. Nagroda główna za książkę Turcja: obłęd i melancholia w tłumaczeniu Łukasza Buchalskiego[13]

## Twórczość
Na język polski zostały przetłumaczone książki: Taniec w rytmie rewolucji (2015)(Düğümlere Üfleyen Kadınlar) Odgłosy rosnących bananów (2016) (Muz Sesleri), Turcja: obłęd i melancholia (2017) (Türkiye: Çılgın ve Hüzünlü). Napisała:
- Bütün Kadınların Kafası Karışıktır (1996)
- Oğlum Kızım Devletim-Evlerden Sokaklara Tutuklu Anneleri (1997)
- Kıyı Kitabı (2002)
- İç Kitabı (2002)
- Dışarıdan Kıyıdan Konuşmalar (2004)
- İçeriden Kıyıdan Konuşmalar (2005)
- Biz Burada Devrim Yapıyoruz Sinyorita (2006)
- Ne Anlatayım Ben Sana! (2006)
- Ağrının Derinliği (2008)
- Muz Sesleri (2010)
- İkinci Yarısı (2011)
- Kayda Geçsin (2012)
- Düğümlere Üfleyen Kadınlar (2013). Książka została przetłumaczona na 22 języki[2].
- Devir (2015)
- Türkiye: Çılgın ve Hüzünlü (2015)
- Olmayan Kuşlar Ansiklopedisi (2017)
- İyilik Güzellik (2020)